# Pavel Novotný (fotbalista)
Pavel Novotný (* 14. září 1973 Kroměříž) je bývalý český fotbalista, reprezentant České republiky, držitel stříbrné medaile z mistrovství Evropy roku 1996 (nastoupil 26. června 1996 v semifinálovém utkání proti Francii a byl to jeho vůbec první reprezentační start). Za českou reprezentaci odehrál celkem 2 zápasy, mimo semifinálové výhry na Euru 1996 na pokutové kopy nad Francií nastoupil ještě 9. února 1999 v přátelském utkání s domácí Belgií, které ČR vyhrála 1:0. Více zápasů odehrál za český tým do 21 let - celkem 18 (vstřelil 8 gólů).
Je čtyřnásobným mistrem České republiky (1996 se Slavií Praha, 1999, 2000, 2001 se Spartou Praha). Se Slávií vyhrál i český pohár (1996) a zahrál si semifinále Poháru UEFA.
Začínal v TJ Spartak Hulín (1985–1988), dále hrál v TJ Gottwaldov/SK Zlín (1988–1991) a na vojně hrál za SKP Union Cheb.